# Championnat de Finlande de football 1995
Navigation
Saison précédente Saison suivante
La saison 1995 du Championnat de Finlande de football était la 66e édition de la première division finlandaise à poule unique, la Veikkausliiga. Les quatorze meilleurs clubs du pays jouent les uns contre les autres à deux reprises durant la saison. À la fin de la saison, pour faire repasser le championnat de 14 à 12 clubs, les trois derniers du classement sont relégués et remplacés par le champion d'Ykkonen, la deuxième division finlandaise tandis que le 11e dispute un barrage face au vice-champion de D2.
Le FC Haka Valkeakoski remporte le titre de champion de Finlande en terminant en tête du classement final, avec 6 points d'avance sur le MyPa 47 Anjalankoski et 7 sur le HJK Helsinki. C'est le 5e titre de champion de l'histoire du Haka. Le tenant du titre, le TPV Tampere, rate complètement sa saison et termine à la 12e place, il est donc relégué en deuxième division en fin de saison.

## Les 14 clubs participants
| - FC Ilves Tampere - RoPS Rovaniemi - MyPa 47 Anjalankoski - FinnPa Helsinki - Ponnistus Helsinki - Promu de Ykkonen - Haka Valkeakoski - Jaro Pietarsaari | - HJK Helsinki - Kuusysi Lahti - FC Jazz Pori - TPS Turku - TPV Tampere - VPS Vaasa - Promu de Ykkonen - MP Mikkeli |

## Compétition
Le barème de points servant à établir le classement se décompose ainsi :
- Victoire : 3 points
- Match nul : 1 point
- Défaite : 0 point

### Classement
| Rang | Équipe                 | Pts | J  | G  | N  | P  | Bp | Bc | Diff |
| ---- | ---------------------- | --- | -- | -- | -- | -- | -- | -- | ---- |
| 1    | FC Haka Valkeakoski    | 59  | 26 | 18 | 5  | 3  | 56 | 17 | +39  |
| 2    | MyPa 47 Anjalankoski C | 53  | 26 | 16 | 5  | 5  | 45 | 20 | +25  |
| 3    | HJK Helsinki           | 52  | 26 | 14 | 10 | 2  | 44 | 18 | +26  |
| 4    | FC Jazz Pori           | 42  | 26 | 12 | 6  | 8  | 43 | 29 | +14  |
| 5    | Jaro Pietarsaari       | 38  | 26 | 11 | 5  | 10 | 37 | 32 | +5   |
| 6    | TPS Turku              | 36  | 26 | 10 | 6  | 10 | 33 | 32 | +1   |
| 7    | FC Ilves Tampere       | 34  | 26 | 9  | 7  | 10 | 36 | 39 | -3   |
| 8    | FinnPa Helsinki        | 32  | 26 | 9  | 5  | 12 | 40 | 40 | 0    |
| 9    | RoPS Rovaniemi         | 32  | 26 | 8  | 8  | 10 | 29 | 30 | -1   |
| 10   | VPS Vaasa P            | 32  | 26 | 10 | 2  | 14 | 26 | 34 | -8   |
| 11   | MP Mikkeli             | 28  | 26 | 7  | 7  | 12 | 23 | 35 | -12  |
| 12   | TPV Tampere T          | 24  | 26 | 6  | 6  | 14 | 33 | 48 | -15  |
| 13   | Kuusysi Lahti          | 23  | 26 | 6  | 5  | 15 | 23 | 50 | -27  |
| 14   | Ponnistus Helsinki P   | 21  | 26 | 6  | 3  | 17 | 19 | 63 | -44  |

|  | Qualification pour la Ligue des champions 1996-1997                                     |
|  | Qualification pour la Coupe des Coupes 1996-1997                                        |
|  | Qualification pour la Coupe UEFA 1996-1997                                              |
|  | Qualification pour la Coupe Intertoto 1996                                              |
|  | Participation au barrage de promotion-relégation                                        |
|  | Relégation en Ykkonen                                                                   |
|  | T Tenant du titre P Club promu de deuxième division C Vainqueur de la Coupe de Finlande |

### Matchs

#### Barrage de promotion-relégation
Le 11e de Veikkausliiga, le MP Mikkeli doit rencontrer le vice-champion de Ykkonen, le KTP Kotka, afin de déterminer le dernier club qualifié pour la prochaine saison parmi l'élite. Les matchs se disputent en aller-retour.
| Équipe 1       | Résultat | Équipe 2   | Aller | Retour |
| -------------- | -------- | ---------- | ----- | ------ |
| KTP Kotka (D2) | 0 - 3    | MP Mikkeli | 0 - 1 | 0 - 2  |

## Bilan de la saison
| Championnat de Finlande de football 1995   |                                |
| Champion                                   | FC Haka Valkeakoski (5e titre) |
| Coupes et trophées                         |                                |
| Vainqueur de la Coupe de Finlande 1995     | MyPa 47 Anjalankoski           |
| Qualifications continentales               |                                |
| Ligue des champions 1996-1997 Premier tour | Aucun                          |
| Coupe des Coupes 1996-1997 Premier tour    | MyPa 47 Anjalankoski           |
| Coupe UEFA 1996-1997 Premier tour          | HJK Helsinki                   |
| Coupe UEFA 1996-1997 Premier tour          | FC Haka Valkeakoski            |
| Coupe UEFA 1996-1997 Premier tour          | FC Jazz Pori                   |
| Coupe Intertoto 1996                       | Jaro Pietarsaari               |
| Promotions et relégations                  |                                |
| Promus en Veikkausliiga                    | FC Inter Turku                 |
| Relégués en Ykkonen                        | TPV Tampere                    |
| Relégués en Ykkonen                        | Kuusysi Lahti                  |
| Relégués en Ykkonen                        | Ponnistus Helsinki             |